# Ołeksandr Semenenko
Ołeksandr Płatonowycz Semenenko, ukr. Олександр Платонович Семененко (ur. 15 sierpnia?/27 sierpnia 1898 w Jelizawetgradzie, zm. 1 czerwca 1978 w Nowym Jorku) – adwokat, burmistrz okupowanego Charkowa, a następnie członek zarządu Ukraińskiego Komitetu Narodowego podczas II wojny światowej, emigracyjny ukraiński działacz polityczny.
W okresie przedwojennym mieszkał w Charkowie, pracując jako adwokat. Po zajęciu miasta przez wojska niemieckie w 1941 r. został zastępcą przewodniczącego Zarządu Miejskiego Ołeksandra Kramarenko, zaś po jego usunięciu w kwietniu 1942 przewodniczącym Zarządu. Funkcję tę sprawował do sierpnia 1943 r. Pod koniec wojny wszedł w skład zarządu Ukraińskiego Komitetu Narodowego. Po jej zakończeniu przebywał na emigracji w Niemczech, Brazylii USA, gdzie pracował w kancelarii adwokackiej.
W 1977 wydał w Monachium po angielsku swoje wspomnienia pt. Kharkiw, Kharkiw.